# Rozella blada
Rozella blada (Platycercus adscitus) – gatunek średniej wielkości ptaka z rodziny papug wschodnich (Psittaculidae). Znana hodowcom w Europie już od 1850 roku. Występuje we wschodniej i północno-wschodniej Australii. Nie jest zagrożona wyginięciem.

## Podgatunki
Wyróżnia się dwa podgatunki:
- P. a. adscitus – północny Queensland (północno-wschodnia Australia)
- P. a. palliceps – wschodni Queensland i północna Nowa Południowa Walia

Rozella blada bywała łączona w jeden gatunek z rozellą żółtawą (P. venustus) i rozella białolicą (P. eximius).

## Morfologia
Samiec dorasta do długości 33 cm, samica zaś jest niewiele mniejsza. Masa ciała 100–175 g. Głowa ptaka jest bladożółta, podgardle ma białą barwę. Pióra na grzbiecie wraz z kuprem są czarne, z szerokimi złocistymi obrzeżami. Ramię skrzydła jest czarne, a reszta piór ciała jest niebieska. Dziób i nogi są szaroróżowe. Samica ma głowę mniejszą niż samiec oraz bardziej wysmukłą sylwetkę.

## Środowisko
Zamieszkuje rozległe obrzeża lasów, parki, ogrody, uprawy rolnicze, łąki, zadrzewienia nadrzeczne czy zarośla.

## Rozród
Rozelle blade osiągają dojrzałość płciową w wieku 2–3 lat. Gniazdują w głębokich dziuplach drzew. Samica znosi od 3 do 6 jaj i wysiaduje je przez 24 dni. Młode opuszczają gniazdo po 32 dniach.

## Pożywienie
Żywią się różnymi rodzajami nasion traw, krzewów, drobnymi orzeszkami, młodymi pędami roślin, owocami, a także kwiatami, nektarem i owadami.

## Status i ochrona
Międzynarodowa Unia Ochrony Przyrody (IUCN) uznaje rozellę bladą za gatunek najmniejszej troski (LC – least concern) nieprzerwanie od 1988 roku. Liczebność populacji nie została oszacowana, ale ptak ten opisywany jest jako bardzo liczny w większości swego zasięgu występowania. Trend liczebności populacji uznaje się za wzrostowy. Postępujące antropogeniczne zmiany środowiska sprzyjają ekspansji tego gatunku. Rozella blada została wymieniona w Załączniku II konwencji CITES.